# Þorgils Arason
Þorgils Arason (Thorgils, 1120 – 1170) fue un caudillo medieval y sacerdote de Staðastaður, Snæfellsnes en Islandia. Era padre de Ari el Fuerte y tuvo un protagonismo relativo en los inicios de la guerra civil islandesa, episodio histórico conocido como Sturlungaöld.

## Vikingo
En Landnámabók (libro de los asentamientos) aparecen varios personajes protagonistas de la colonización vikinga de Islandia y coincide un Þorgils Arason (n. 945)  de Reykhólar, Austur-Barðastrandarsýsla. El vikingo y goði Þorgils tuvo un protagonismo relevante en la sociedad vikinga de la Mancomunidad Islandesa, el más poderoso de la región occidental de su tiempo, que se hace patente en su aparición como personaje histórico secundario en las más importantes sagas nórdicas: saga de Grettir, Víga-styrs saga ok Heiðarvíga, saga Eyrbyggja, saga de Njál, saga de los Fóstbrœðra, y saga de Laxdœla.